# Pierre Truffaut
Pour les articles homonymes, voir Truffaut.
 (septembre 2022).
Si vous disposez d'ouvrages ou d'articles de référence ou si vous connaissez des sites web de qualité traitant du thème abordé ici, merci de compléter l'article en donnant les références utiles à sa vérifiabilité et en les liant à la section « Notes et références ».
Pierre Truffaut, né le 14 mai 1894 et mort le  11 juin 1974, est un homme politique français.

## Biographie
Issu d'une famille de commerçants normands, Pierre Truffaut voit ses études secondaires interrompues par la Première Guerre mondiale. Mobilisé et envoyé au front, il en revient avec la médaille militaire et, revenu à la vie civile, travaille dans les assurances.
En 1928, il s'installe aux Sables d'Olonne, avant de déménager pour La Rochelle en 1945.
En Charente-Maritime, il participe à la création des structures locales du Mouvement républicain populaire.
Tête de liste du MRP pour l'élection de la première assemblée constituante, en octobre 1941, il obtient 19,5 % des voix et est élu député. Il est réélu l'année suivante avec sensiblement le même score, et encore en novembre 1946, pour la première législature de la quatrième république, mais avec un résultat en recul (17,8 %).
À l'assemblée, il est un député très actif, déposant des textes divers, dont plusieurs inspirés par ses compétences en matière d'indemnisation des victimes d'accidents et de catastrophes naturelles. Il s'intéresse aussi particulièrement aux questions financières, et notamment aux budgets des collectivités locales. Il est  à de multiples reprises rapporteur de textes devant la commission des finances, dont il est membre.
En 1951, la liste MRP arrive en cinquième position au niveau départemental et, malgré l'apparentement conclu avec les listes SFIO et RGR, Truffaut perd son siège.
Il reprend alors son travail dans les assurances, s'investit dans la création, en 1952, de la  Compagnie Immobilière pour le Développement des Antilles Françaises dont il est un des administrateurs jusqu'à sa mort. Il exerce aussi les fonctions de président de la Fédération nationale des agents généraux d'assurances.

## Détail des fonctions et des mandats
Mandats parlementaires
- 21 octobre 1945 - 10 juin 1946 : Député de la Charente-Maritime
- 2 juin 1946 - 27 novembre 1946 : Député de la Charente-Maritime
- 10 novembre 1946 - 4 juillet 1951 : Député de la Charente-Maritime